# John Todd Zimmer
John Todd Zimmer (* 28. Februar 1889 in Bridgeport, Ohio; † 6. Januar 1957 in White Plains, New York) war ein amerikanischer Ornithologe, Entomologe, Autor, Kurator und Vorsitzender der ornithologischen Abteilung des American Museum of Natural History.

## Leben
Seine ersten Karriereschritte als Naturkundler waren hauptsächlich durch sein Leben in Nebraska geprägt. Hier schloss er auch 1911 die University of Nebraska-Lincoln mit einem grundständigen Studium ab. Wenige Jahre später folgte der Abschluss als Master of Science. 1943, auf dem Höhepunkt seiner Karriere, wurde ihm schließlich die Ehrendoktorwürde verliehen. Bei Beginn seiner wissenschaftlichen Karriere spezialisierte sich Zimmer zunächst auf dem Feld der Entomologie. Trotz seiner Spezialisierung hatte er immer ein Augenmerk auf die Ornithologie. So sammelte er schon während seiner Zeit auf dem College eine Vielzahl von Vögeln aus Nebraska, die er der Universität von Nebraska vermachte. Nach seiner Zeit am College arbeitete er zunächst als Feld-Entomologe für die Nebraska Agricultural Experiment Station, wodurch er auch eng mit dem Landwirtschaftsministerium der Vereinigten Staaten zusammenarbeitete. 1913 ging er für das Landwirtschaftsministerium als stellvertretender Abteilungsleiter zur Schädlingsbekämpfung auf die Philippinen. Vier Jahre später zog er weiter nach Port Moresby, wo er als Experte für das Landwirtschaftsministerium von Papua-Neuguinea tätig war. Hier lernte er auch die am 22. Juli 1890 in Omaha geborene Margaret Louise Thompson kennen, die er 1917 ehelichte. Ihr widmete er 1948 postum die Violettscheitelkolibri-Unterart (Coeligena torquata margaretae).
Beide hatten zusammen zwei Kinder, einen Sohn namens Lawrence Thompson Zimmer und eine Tochter namens Ida Elithabeth Zimmer Sprague. Seine Frau starb am 11. Oktober 1945 in White Plains. Aus seiner Zeit in Südostasien ist relativ wenig bekannt. Trotzdem veröffentlichte er 1918 im Philippine Journal of Science zwei Artikel über die Vogelwelt der Philippinen. Die Vögel, die er in Südostasien gesammelt hatte, verkaufte er an das American Museum of Natural History. Ernst Mayr nutze die Vögel Papua-Neuguineas für sein Buch List of New Guinea birds: a systematic and faunal list of the birds of New Guinea and adjacent islands. Nach seiner Rückkehr in die USA arbeitete er kurze Zeit am Museum der Universität von Nebraska. Doch bald bekam er ein Angebot vom Field Museum of Natural History. Hier publizierte er zusammen mit Wilfred Hudson Osgood zwei Bände des Catalogue of the Ayer Ornithological Library. In seiner Zeit in Chicago nahm er auch an der Conover-Everard-Expedition in Afrika sowie an der von Berthold Laufer und David Charles Davies gesponserten Captain-Marshall-Expedition in Peru teil. Insbesondere durch die Zeit in Peru entstanden zahlreiche Publikationen unter dem Namen Studies of Peruvian Birds.
Zimmers Interesse für neotropische Vögel war geweckt. Es waren Carl Eduard Hellmayr und Frank Michler Chapman, die ihn 1930 als stellvertretenden Kurator ans American Museum of Natural History lockten. 1935 folgte der Aufstieg zum ausführenden Kurator, 1942 zum Kurator. Zu William Henry Phelps sen. in Caracas hatte er eine intensive Arbeitsbeziehung. Er besuchte Phelps zwei Mal und publizierte zusammen mit ihm Artikel über Vögel aus Venezuela. Auch zu James Lee Peters hatte er einen sehr guten Draht. Als 1942 Glover Morrill Allen starb, übernahm er zusätzlich den Posten des Herausgebers der ornithologischen Zeitschrift The Auk. James Paul Chapin, der damalige Präsident der American Ornithologists’ Union, schlug ihn seinerzeit für diese Position vor. 1954 übernahm er von Robert Cushman Murphy den Vorsitz der ornithologischen Abteilung im Museum. Schon kurze Zeit darauf erkrankte Zimmer schwer, so dass er schließlich im Rollstuhl endete.

## Ehrungen
1952 erhielt Zimmer für seine sorgfältigen Aufzeichnungen und Beitrage zur Avifauna der Vögel Südamerikas die William-Brewster-Medaille. Das Entscheidungskomitee begründete die Entscheidung in ihrem Bericht mit den Worten:

„Seine Berichtsreihe begann bereits 1931 und zieht sich bis in die heutigen Tage. Alle wurden in der Zeitschrift "American Museum Novitates" unter dem Titel "Studies of Peruvian Birds" veröffentlicht. Sie enthalten eine extrem gründlich und fehlerfrei recherchierte taxonomische Einordnung eines Großteils aller südamerikanischen Gattungen. Die Berichte stellen eine hervorragende Grundlage für Studenten der Avifauna Südamerikas dar. Sie sind gekennzeichnet durch ein hohes Mass an Präzision, einer guten taxonomischen Beurteilung und Allumfassendheit.“

Er war ein Fellow sowohl des The Explorers Club of New York, als auch der American Ornithologists’ Union.

## Dedikationsnamen
Im Jahre 1977 widmet Melvin Alvah Traylor junior Zimmer die Gattung Zimmerius für seine Verdienste zur Systematik der neotropischen Vögel und den einzigartigen Beiträgen zu den Mustern auf den Flügeln dieser Gattung. Osgood benannte 1936 eine Art der Weißzahnspitzmäuse aus dem Südosten der Demokratischen Republik Kongo mit dem Namen Crocidura zimmeri. Auch der Rostbauch-Dickichtschlüpfer (Synallaxis zimmeri) (Koepcke, 1957) und der Graukehltapaculo (Scytalopus zimmeri) (Bond & Meyer de Schauensee, 1940) ehren Zimmer in ihrem wissenschaftlichen Namen. Im Englischen fand für eine Unterart des Gelbbauch-Breitschnabeltyrannen (Tolmomyias flaviventris) (Wied-Neuwied, 1831) der Trivialname Zimmer's Flatbill (Tolmomyias flaviventris zimmeri) (Bond, 1947) Einzug.
Weitere Autoren benannten eine Unterart zu Ehren Zimmers. U. a. folgende Unterarten wurden Zimmer gewidmet:
- Unterart der Saphiramazilie (Amazilia lactea) (Lesson, 1832) namens (A. l. zimmeri) (Gilliard, 1941)
- Unterart der Ockerbrust-Buschammer (Atlapetes semirufus) (Boissonneau, 1840) namens A. s. zimmeri (Meyer de Schauensee, 1947)
- Unterart der Schwarzbrust-Bergtangare (Buthraupis eximia) (Boissonneau, 1840) namens B. e. zimmeri (Moore, RT, 1934)
- Unterart des Langschwanz-Baumsteiger (Deconychura longicauda) (Pelzeln, 1868) namens D. l. zimmeri (Pinto, 1974)
- Unterart des Braunbrust-Todityrann (Hemitriccus obsoletus) (Ribeiro, 1906) namens H. o. zimmeri (Traylor, 1979)
- Unterart des Nacktgesichttäubchen (Metriopelia ceciliae) (Lesson, 1845) namens M. c. zimmeri (Peters, JL, 1937)

## Erstbeschreibungen
Zimmer war der Erstautor von einer Gattungen, sowie zahlreichen Arten und Unterarten.

### Gattungen
- Langschwanzkolibris (Aglaiocercus) (Zimmer, 1930)

### Vogelarten
Folgende neue Vogelarten wurden von Zimmer teils zusammen mit William Henry Phelps beschrieben:
- Wetmoreralle (Rallus wetmorei) (Zimmer & Phelps, 1944)
- Tepuitinamu (Crypturellus ptaritepui) (Zimmer & Phelps, 1945)
- Guaiquinimawaldsänger (Myioborus cardonai) (Zimmer & Phelps, 1945)
- Schwarzflecken-Zwergspecht (Picumnus nigropunctatus) (Zimmer & Phelps, 1950)
- Gelbkehl-Ameisenschlüpfer (Myrmotherula ambigua) (Zimmer, JT, 1932)
- Kurzschnabel-Ameisenschlüpfer (Myrmotherula obscura) (Zimmer, JT, 1932)
- Zimmers Baumsteiger (Xiphorhynchus necopinus) (Zimmer, 1934)
- Marcapata-Baumschlüpfer (Cranioleuca marcapatae) (Zimmer, JT, 1935)
- Südlicher Schwarzameisenwürger (Thamnophilus praecox) (Zimmer, JT, 1937)
- Graufußtinamu (Crypturellus duidae) (Zimmer, 1938)
- Schopfschnäppertyrann (Xenotriccus mexicanus) (Zimmer, 1938)
- Ancashtapaculo (Scytalopus affinis) (Zimmer, JT, 1939)
- Neblinatapaculo (Scytalopus altirostris) (Zimmer, JT, 1939)
- Trillertapaculo (Scytalopus parvirostris) (Zimmer, JT, 1939)
- Vilcabambatapaculo (Scytalopus urubambae) (Zimmer, JT, 1939)
- Nariñotapaculo (Scytalopus vicinior) (Zimmer, JT, 1939)
- Maskensaltator (Saltator cinctus) (Zimmer, 1943)
- Weißkinnsegler (Cypseloides cryptus) (Zimmer, 1945)
- Rothschildsegler (Cypseloides rothschildi) (Zimmer, 1945)
- Blauschwanztrogon (Trogon comptus) (Zimmer, 1948)
- Chacopieper (Anthus chacoensis) (Zimmer, 1952)
- Streifenrücken-Kaktustangare (Incaspiza ortizi) (Zimmer, 1952)
- Ockerbrust-Todityrann (Hemitriccus kaempferi) (Zimmer, 1953)

## Schriften
- John Todd Zimmer, Wilfred Hudson Osgood: Catalogue of the Edward E. Ayer Ornithological Library. Martino Pub, 1996, ISBN 978-1-888262-07-0.
- John Todd Zimmer, William Henry Phelps: New species and subspecies of birds from Venezuela, Ausgabe 1270 von American Museum novitates, Band 1, 1944
- John Todd Zimmer, William Henry Phelps: New species and subspecies of birds from Venezuela, Ausgabe 1274 von American Museum novitates, Band 2, 1944
- John Todd Zimmer, William Henry Phelps: Twenty-three new subspecies of birds from Venezuela and Brazil. In: American Museum novitates. Nr. 1312, 1946, S. 1–24 (digitallibrary.amnh.org [PDF; 4,3 MB]).
- John Todd Zimmer, William Henry Phelps: Four new subspecies of birds from Venezuela, Ausgabe 1395 von American Museum novitates, 1949
- John Todd Zimmer, William Henry Phelps: A new name for Basileuterus culicivorus roraimae, Ausgabe 1412 von American Museum novitates, 1949
- mit William Henry Phelps: A new name for Basileuterus culicivorus roraimae. In: American Museum novitates. Nr. 1412, 1949, S. 1 (amnh.org [PDF; 55 kB]).
- John Todd Zimmer, William Henry Phelps: Three new Venezuelan birds, Ausgabe 1455 von American Museum novitates, 1950
- John Todd Zimmer, William Henry Phelps: New subspecies of birds from Surinam and Venezuela, Ausgabe 1511 von American Museum novitates, 1951
- John Todd Zimmer, William Henry Phelps: New birds from Venezuela, Ausgabe 1544 von American Museum novitates, 1952
- John Todd Zimmer, William Henry Phelps, Ernest Thomas Gilliard: A new race of the honey-creeper, Diglossa cyanea, from Venezuela, Ausgabe 1603 von American Museum novitates, 1952
- John Todd Zimmer, William Henry Phelps, George Kruck Cherrie, Stella M. Cherrie: Three new subspecies of birds from Venezuela, Ausgabe 1709 von American Museum novitates, 1955
- John Todd Zimmer, William Henry Phelps, Albert Mocquerys: A new flycatcher from Venezuela: with remarks on the Mocquerys collection and the piculet, Picumnus squamulatus, Ausgabe 1657 von American Museum novitates, 1954
- John Todd Zimmer: The Central American forms of the musician wren, Cyphorhinus lawrencii. In: American Museum novitates. Nr. 573, 1932, S. 1–24 (digitallibrary.amnh.org [PDF; 435 kB]).
- Ernst Mayr, John Todd Zimmer: Birds collected during the Whitney South Sea Expedition: Notes on Neolalage banksiana (Gray), Band 26, Ausgabe 665 von American Museum novitates, 1933
- Charles Vaurie, John Todd Zimmer: An ornithological gazetteer of Peru: based on information compiled by J.T. Zimmer, Ausgabe 2491 von American Museum novitates, 1972
- The Pentatomidae of Nebraska, Nebraska University Studies, 1911
- Birds of the Thomas County Forest Reserve, Proc. Nebraska Ornith. Union, 1913
- A few rare birds from Luzon, Mindanao and Mindoro, Philippine Journal of Science, 1918
- Some notes on the birds of Southern Palawan and adjacent islands, Philippine Journal of Science, 1918
- The wild turkey, Field Museum of Natural History, Zoological leaflet, 1924
- New birds from central Peru, Museum of Natural History, Zoological series, 1924
- Two new birds from Peru, Museum of Natural History, Zoological series, 1925
- John Todd Zimmer, Wilfred Hudson Osgood: Catalogue of the Edward E. Ayer Ornithological Library. In: Field Museum of Natural History, Zoological series. Band 16, 239 (Teil 1), 1926, S. 1–364 (online [abgerufen am 16. Februar 2014]).
- John Todd Zimmer, Wilfred Hudson Osgood: Catalogue of the Edward E. Ayer Ornithological Library. In: Field Museum of Natural History, Zoological series. Band 16, 240 (Teil 2), 1926, S. 365–706 (online [abgerufen am 16. Februar 2014]).
- A study of the tooth-billed red tanager Piranga flava, Museum of Natural History, Zoological series, 1929
- The birds of the neotropical genus Deconychura, Museum of Natural History, Zoological series, 1929
- Birds of the Marshall Field Peruvian Expedition, 1922-1923. In: Field Museum of Natural History Publication (= Publication 282 Zoological Series. Band 17). Nr. 7, 1930, S. 233–480 (biodiversitylibrary.org).
- Obituary: Frank Michler Chapman, American Naturalist, 1946, Vol 80, Seite 476–481
- In Memoriam-Carl Eduard Hellmayr. The Auk, Vol. 61, Oct 1944, S. 616–622
- Notes on tyrant flycatchers (Tyrannidae), Ausgabe 1605 von American Museum novitates, 1953
- Further notes on tyrant flycatchers (Tyrannidae), Ausgabe 1749 von American Museum novitates, 1955
- Studies of Peruvian birds: New and other birds from Peru, Ecuador, and Brazil, Band 1, Ausgabe 500 von American Museum novitates, 1931
- Studies of Peruvian birds: Peruvian forms of the genera Microbates, Ramphocaenus, Sclateria, Pyriglena, Pithys, Drymophila, and Liosceles, Band 2, Ausgabe 509 von American Museum novitates, 1931
- Studies of Peruvian birds: The genus Myrmotherula in Peru, with notes on extralimital forms, Band 3, Teil 1, Ausgabe 523 von American Museum novitates, 1932
- Studies of Peruvian birds: The genus Myrmotherula in Peru, with notes on extralimital forms, Band 3, Teil 2, Ausgabe 524 von American Museum novitates, 1932
- Studies of Peruvian birds: The genera Herpsilochmus, Microrhopias, Formicivora, Hypocnemis, Hypocnemoides, and Myrmochanes, Band 5, Ausgabe 538 von American Museum novitates, 1932
- Studies of Peruvian birds: The Formicarian genera Myrmoborus and Myrmeciza in Peru, Band 6, Ausgabe 545 von American Museum novitates, 1932
- Studies of Peruvian birds: The genera Pygiptila, Megastictus, Dysithamnus, Thamnomanes, Cercomacra, and Phlegopsis, Band 7, Ausgabe 558 von American Museum novitates, 1932
- Studies of Peruvian birds: The Formicarian genera Cymbilaimus, Thamnistes, Terenura, Peronostola, Formicarius, Chamaeza, and Rhegmatorhina, Band 8, Ausgabe 584 von American Museum novitates, 1932
- Studies of Peruvian birds. 9, The formicarian genus Thamnophilus. Part 1. In: American Museum novitates. Nr. 646, 1933, S. 1–22 (amnh.org [PDF; 2,4 MB]).
- Studies of Peruvian birds. 10, The formicarian genus Thamnophilus. Part 2. In: American Museum novitates. Nr. 647, 1933, S. 1–27 (amnh.org [PDF; 2,9 MB]).
- Studies of Peruvian birds. 11, The genera Taraba and Sakesphorus. In: American Museum novitates. Nr. 668, 1933, S. 1–17 (amnh.org [PDF; 1,8 MB]).
- Studies of Peruvian birds: Notes on Hylophylax, Myrmothera, and Grallaria, Band 12, Ausgabe 703, von American Museum novitates, 1934
- Studies of Peruvian birds: The genera Dendrexetastes, Campyloramphus, and Dendrocincla, Band 13, Ausgabe 728, von American Museum novitates, 1934
- Studies of Peruvian birds: Notes on the genera Dendrocolaptes, Hylexetastes, Xiphocolaptes, Dendroplex, and Lepidocolaptes, Band 14, Ausgabe 753, von American Museum novitates, 1934
- Studies of Peruvian birds: Notes on the genus Xiphorhynchus, Band 15, Ausgabe 756, von American Museum novitates, 1934
- Studies of Peruvian birds: Notes on the genera Glyphorhynchus, Sittasomus, Deconychura, Margarornis, Premnornis, Premnoplex, and Sclerurus, Band 16, Ausgabe 757, von American Museum novitates, 1934
- Studies of Peruvian birds: Notes on the genera Syndactyla, Anabacerthia, Philydor, and Automolus, Band 17, Ausgabe 785, von American Museum novitates, 1935
- Studies of Peruvian birds: Diagnoses of new species and subspecies of Furnariidae from Perú and other parts of South America, Band 18, Ausgabe 819, von American Museum novitates, 1935
- Studies of Peruvian birds: Notes on the genera Geositta, Furnarius, Phleocryptes, Certhiaxis, Cranioleuca, and Asthenes, Band 19, Ausgabe 860, von American Museum novitates, 1936
- Studies of Peruvian birds: Notes on the genus Synallaxis, Band 20, Ausgabe 861, von American Museum novitates, 1936
- Studies of Peruvian birds: Notes on the genera Pseudocolaptes, Hyloctistes, Hylocryptus, Thripadectes, and Xenops, Band 21, Ausgabe 862, von American Museum novitates, 1936
- Studies of Peruvian birds: Notes on the Pipridae, Band 22, Ausgabe 889, von American Museum novitates, 1936
- Studies of Peruvian birds. No. 23, Notes on Doliornis, Pipreola, Attila, Laniocera, Rhytipterna, and Lipaugus. In: American Museum novitates. Nr. 893, 1936, S. 1–15 (amnh.org [PDF; 1,6 MB]).
- Studies of Peruvian birds: Notes on Pachyramphus, Platypsaris, Tityra, and Pyroderus, Ausgabe 24, Ausgabe 894, von American Museum novitates, 1936
- Studies of Peruvian birds: Notes on the genera Thamnophilus, Thamnocharis, Gymnopithys, and Ramphocaenus, Ausgabe 25, Ausgabe 917, von American Museum novitates, 1937
- Studies of Peruvian birds: Notes on the genera Agriornis, Muscisaxicola, Myiotheretes, Ochthoeca, Colonia, Knipolegus, Phaeotriccus, Fluvicola, and Ramphotrigon, Ausgabe 26, Ausgabe 930, von American Museum novitates, 1937
- Studies of Peruvian birds: Notes on the genera Muscivora, Tyrannus, Empidonomus, and Sirystes, with further notes on Knipolegus, Ausgabe 27, Ausgabe 962, von American Museum novitates, 1937
- Studies of Peruvian birds: Notes on the genera Myiodynastes, Conopias, Myiozetetes, and Pitangus, Ausgabe 28, Ausgabe 963, von American Museum novitates, 1937
- Studies of Peruvian birds: The genera Myiarchus, Mitrephanes, and Cnemotriccus, Ausgabe 29, Ausgabe 994, von American Museum novitates, 1938
- Studies of Peruvian birds: Notes on the genera Contopus, Empidonax, Terenotriccus, and Myiobius, Ausgabe 30, Ausgabe 1042, von American Museum novitates, 1939
- Studies of Peruvian birds: Notes on the genera Myiotriccus, Pyrrhomyias, Myiophobus, Onychorhynchus, Platyrinchus, Cnipodectes, Sayornis, and Nuttallornis, Ausgabe 31, Ausgabe 1043, von American Museum novitates, 1939
- Studies of Peruvian birds: The genus Scytalopus, Ausgabe 32, Ausgabe 1044, von American Museum novitates, 1939
- Studies of Peruvian birds. No. 33, The genera Tolmomyias and Rhynchocyclus with further notes on Ramphotrigon. In: American Museum novitates. Nr. 1045, 1939, S. 1–23 (amnh.org [PDF; 3,3 MB]).
- Studies of Peruvian birds: The genera Todirostrum, Euscarthmornis, Snethlagea, Poecilotriccus, Lophotriccus, Myiornis, Pseudotriccus and Hemitriccus, Ausgabe 34, Ausgabe 1066, von American Museum novitates, 1940
- Studies of Peruvian birds: Notes on the genera Phylloscartes, Euscarthmus, Pseudocolopteryx, Tachuris, Spizitornis, Yanacea, Uromyias, Stigmatura, Serpophaga, and Mecocerculus, Ausgabe 35, Ausgabe 1095, von American Museum novitates, 1940
- Studies of Peruvian birds: The genera Elaenia and Myiopagis, Ausgabe 36, Ausgabe 1108, von American Museum novitates, 1941
- Studies of Peruvian birds: The genera Sublegatus, Phaeomyias, Camptostoma, Xanthomyias, Phyllomyias, and Tyranniscus, Ausgabe 37, Ausgabe 1109, von American Museum novitates, 1941
- Studies of Peruvian birds: The genus Vireo, Ausgabe 39, Ausgabe 1127, von American Museum novitates, 1941
- Studies of Peruvian birds: Notes on the genus Veniliornis, Ausgabe 40, Ausgabe 1159, von American Museum novitates, 1942
- Studies of Peruvian birds: The genera Hylophilus, Smaragdolanius, and Cyclarhis, Ausgabe 41, Ausgabe 1160, von American Museum novitates, 1942
- Studies of Peruvian birds: The genus Polioptila, Ausgabe 42, Ausgabe 1168, von American Museum novitates, 1942
- Studies of Peruvian birds: Notes on the genera Dacnis, Xenodacnis, Coereba, Conirostrum, and Oreomanes, Ausgabe 43, Ausgabe 1193, von American Museum novitates, 1942
- Studies of Peruvian birds: Notes on the genera Diglossa and Cyanerpes, with addenda to Ochthoeca, Ausgabe 44, Ausgabe 1203, von American Museum novitates, 1942
- Studies of Peruvian birds. No. 45, The genera Tersina, Chlorophonia, Tanagra, Tanagrella, Chlorochrysa, and Pipraeidea. In: American Museum novitates. Nr. 1245, 1943, S. 1–24 (amnh.org).
- Studies of Peruvian birds: The genus Tangara, Ausgabe 46, Ausgabe 1245, Teil 1, von American Museum novitates, 1943
- Studies of Peruvian birds: The genus Tangara, Ausgabe 46, Ausgabe 1246, Teil 2, von American Museum novitates, 1943
- Studies of Peruvian birds. No. 48, The genera Iridosornis, Delothraupis, Anisognathus, Buthraupis, Compsocoma, Dubusia, and Thraupis. In: American Museum novitates. Nr. 1262, 1944, S. 1–21 (amnh.org [PDF; 2,8 MB]).
- Studies of Peruvian birds: Notes on Frederickena and Ochthoeca, Ausgabe 49, Ausgabe 1263, von American Museum novitates, 1944
- Studies of Peruvian birds: The genera Ramphocelus, Piranga, Habia, Lanio, and Tachyphonus, Ausgabe 50, Ausgabe 1304, von American Museum novitates, 1945
- mit William Henry Phelps: Seven new subspecies of birds from Venezuela and Brazil. In: American Museum novitates. Nr. 1338, 1947, S. 1–7 (englisch, digitallibrary.amnh.org [PDF; 973 kB]).
- Studies of Peruvian birds: The genera Chlorothraupis, Creurgops, Eucometis, Trichothraupis, Nemosia, Hemithraupis, and Thlypopsis, with additional notes on Piranga, Ausgabe 51, Ausgabe 1345, von American Museum novitates, 1947
- Studies of Peruvian birds. No. 52, The genera Sericossypha, Chlorospingus, Cnemoscopus, Hemispingus, Conothraupis, Chlorornis, Lamprospiza, Cissopis, and Schistochlamys. In: American Museum novitates. Nr. 1367, 1947, S. 1–26 (digitallibrary.amnh.org [PDF; 3,6 MB]).
- Studies of Peruvian birds: The family Trogonidae, Ausgabe 53, Ausgabe 1380, von American Museum novitates, 1948
- Studies of Peruvian birds. No. 54, The families Catamblyrhynchidae and Parulidae. In: American Museum novitates. Nr. 1428, 1949, S. 1–59 (amnh.org [PDF; 5,2 MB]).
- Studies of Peruvian birds. No. 55, The hummingbird genera Doryfera, Glaucis, Threnetes, and Phaethornis. In: American Museum novitates. Nr. 1449, 1950, S. 1–51 (digitallibrary.amnh.org [PDF; 4,5 MB]).
- Studies of Peruvian birds. No. 56, The genera Eutoxeres, Campylopterus, Eupetomena, and Florisuga. In: American Museum novitates. Nr. 1450, 1950, S. 1–14 (digitallibrary.amnh.org [PDF; 1,3 MB]).
- Studies of Peruvian birds. No. 57, The genera Colibri, Anthracothorax, Klais, Lophornis, and Chlorestes. In: American Museum novitates. Nr. 1463, 1950, S. 1–28 (digitallibrary.amnh.org [PDF; 2,7 MB]).
- Studies of Peruvian birds. No. 58, The genera Chlorostilbon, Thalurania, Hylocharis, and Chrysuronia. In: American Museum novitates. Nr. 1474, 1950, S. 1–31 (digitallibrary.amnh.org [PDF; 2,9 MB]).
- Studies of Peruvian birds. No. 59, The genera Polytmus, Leucippus, and Amazilia. In: American Museum novitates. Nr. 1475, 1950, S. 1–27 (digitallibrary.amnh.org [PDF; 2,5 MB]).
- Studies of Peruvian birds. No. 60, The genera Heliodoxa, Phlogophilus, Urosticte, Polyplancta, Adelomyia, Coeligena, Ensifera, Oreotrochilus and Topaza. In: American Museum novitates. Nr. 1513, 1951, S. 1–45 (digitallibrary.amnh.org [PDF; 4,1 MB]).
- Studies of Peruvian birds. No. 61, The genera Aglaeactis, Lafresnaya, Pterophanes, Boissonneaua, Heliangelus, Eriocnemis, Haplophaedia, Ocreatus, and Lesbia. In: American Museum novitates. Nr. 1540, 1951, S. 1–55 (digitallibrary.amnh.org [PDF; 5,1 MB]).
- Studies of Peruvian birds. No. 62, The hummingbird genera Patagona, Sappho, Polyonymus, Ramphomicron, Metallura, Chalcostigma, Taphrolesbia, and Aglaiocercus. In: American Museum novitates. Nr. 1595, 1952, S. 1–29 (digitallibrary.amnh.org [PDF; 2,5 MB]).
- Studies of Peruvian birds. No. 63, The hummingbird genera Oreonympha, Schistes, Heliothryx, Loddigesia, Heliomaster, Rhodopis, Thaumastura, Calliphlox, Myrtis, Myrmia, and Acestrura. In: American Museum novitates. Nr. 1604, 1953, S. 1–26 (digitallibrary.amnh.org [PDF; 2,3 MB]).
- Studies of Peruvian birds. No. 64, The swifts, family Apodidae. In: American Museum novitates. Nr. 1609, 1953, S. 1–20 (digitallibrary.amnh.org [PDF; 1,7 MB]).
- Studies of Peruvian birds. No. 65, The jays (Corvidae) and pipits (Motacillidae). In: American Museum novitates. Nr. 1649, 1953, S. 1–35 (digitallibrary.amnh.org [PDF; 2,3 MB]).
- Studies of Peruvian birds. No. 66, The swallows (Hirundinidae). In: American Museum novitates. Nr. 1723, 1955, S. 1–35 (digitallibrary.amnh.org [PDF; 3,0 MB]).